# أرزو أوزييت
أرزو أوزييت (بالتركية: Arzu Özyiğit)‏ مواليد 16 أكتوبر 1972 في مرسين، تركيا، هي لاعبة كرة سلة تركية بدأت مسيرتها الاحترافية في سنة 1984.. يبلغ طولها 6 قدم 2 بوصة (1.9 م). فازت مع منتخب بلادها بذهبية مسابقة كرة السلة في ألعاب البحر الأبيض المتوسط 2005.

## روابط خارجية
- أرزو أوزييت على موقع الاتحاد الدولي لكرة السلة (الإنجليزية)
- أرزو أوزييت على موقع كرة السلة الأوروبية.كوم (الإنجليزية)
- أرزو أوزييت على موقع كرة السلة الأوروبية.كوم (الإنجليزية)